# Gallina eivissenca

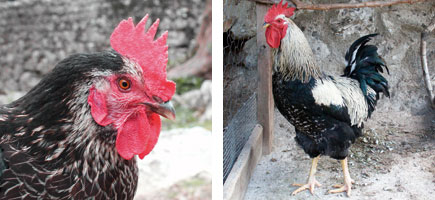

La gallina eivissenca és un tipus d'au rústica, vigorosa, que fa la sensació d'animal feixuc, amb un posat vertical, tant al gall com a la gallina. La cresta és senzilla, de grandària mitjana i dreta. El plomatge, sense tenir una expressió definida per la manca de selecció per colors purs, presenta majoritàriament els colors negre, negre daurat, perdiu, favat, etc. El pes viu dels galls adults supera els 3,5 quilos, i el de les gallines, els 2,5 quilos. És una au poc precoç per la posta, ja que el seu inici es dona entre el 5è i 6è mesos. La producció d'ous és d'uns 120 a l'any, posta que es pot augmentar amb una bona alimentació. Els ous són grossos, entre 60 i 75 grams/unitat, i el color de la closca és crema clar.

## Orígens
És una població sense definir, ja que no té patró racial ni està reconeguda actualment pels organismes oficials avícoles. Malgrat això, és evident el fet de la seva presència a l'illa d'Eivissa i que la població es diferencia de les races de les altres Illes, clara manifestació del tronc mediterrani, per una sèrie de característiques puntuals, com són que té la cresta més petita, les orelles vermelles i el pes més feixuc, la qual cosa mostra la influència del tronc atlàntic sobre el tronc mediterrani.

## Característiques morfològiques

### Morfologia del gall
El cap és relativament llarg i petit en relació amb el cos; el bec és llarg i gros, corbat i de color de banya, sempre més obscur a la mandíbula superior; la cresta és senzilla, dreta, de grandària mitjana i puntes curtes. Els barbons són també de mida mitjana i penjants, de color vermell viu. Les orelles són de grandària moderada, un poc allargades i de color vermell. Els ulls són de grandària mitjana tirant a petits, de forma rodona i de color d'ambre viu, tirant a rogenc.
El coll és ample i arquejat; el cos és gros i amb l'esquena poc inclinada. Les ales estan ben aferrades al cos, i la coa està ben poblada i es manté en una situació d'angle de 45° sobre l'horitzontal.
Les cuixes són rabassudes, i els tarsos, un poc curts; la coloració d'aquests i els dits no està fixada genèticament, igual que el plomatge, donant-se des del color gris groguenc al gris pissarra, que arriba a manifestar-se en forma de gris obscur amb tonalitat verdosa.

### Morfologia de la gallina
S'assembla al gall, tenint en compte les diferències sexuals. El cap, el bec i els ulls són iguals que en el gall, mentre que la cresta, de forma senzilla, és més petita i està un poc desferrada del cap a la part de darrere. Els barbons són també de grandària mitjana, i les orelles són petites i rodones.
El coll no és tan gruixat com en el gall, el cos és gros i la coa ben poblada, situada a un angle de 45° sobre l'horitzontal, igual que en el gall.

## Usos i aprofitament
L'orientació principal de la gallina eivissenca és el subministrament d'ous i pollastres a la casa. D'acord amb els estudis fets, malauradament molt pocs, el creixement d'aquests animals és lent, però amb una gran qualitat de la carn, fet que, ben dut comercialment, pot ser una sortida interessant per als criadors d'aquestes aus.
Atès el baix nombre d'animals existents en puresa en l'actualitat, s'imposa la necessitat d'un programa de protecció i millora d'aquesta raça, ja que està en un autèntic perill d'extinció. És igualment necessària la definició d'un patró o estàndard de raça, que en permeti fer una selecció adequada i una normalització de la gran variabilitat que s'hi dona en aquests moments.